# Penicillium nilense
Penicillium nilense är en svampart som beskrevs av Pitt 1980. Penicillium nilense ingår i släktet Penicillium och familjen Trichocomaceae.   Inga underarter finns listade i Catalogue of Life.